# Canton de Saint-Germain-du-Plain
Le canton de Saint-Germain-du-Plain est un ancien canton français situé dans le département de Saône-et-Loire et la région Bourgogne-Franche-Comté.

## Géographie
Ce canton était organisé autour de Saint-Germain-du-Plain dans l'arrondissement de Chalon-sur-Saône. Son altitude variait de 171 m (Ouroux-sur-Saône) à 217 m (L'Abergement-Sainte-Colombe) pour une altitude moyenne de 196 m. À noter : Saint-Germain-du-Plain n'est au centre de son canton que depuis 1808, la commune de Lessard-en-Bresse ayant aussi été choisie à la Révolution française pour être le chef-lieu d'un canton.

## Histoire
- De 1833 à 1840, les cantons de Saint-Germain-du-Plain et de Sennecey-le-Grand avaient le même conseiller général. Le nombre de conseillers généraux était limité à 30 par département[2].
- De 1840 à 1845 les cantons de Chalon-Sud et de Saint-Germain-du-Plain avaient le même conseiller général[3].

## Représentation

### Conseillers d'arrondissement (de 1833 à 1940)
| Période                                  | Période | Identité                          | Étiquette   | Qualité |
| ---------------------------------------- | ------- | --------------------------------- | ----------- | --- |
| 1833                                     | 1836    | François Jailloux                 |             | Juge de paix à Saint-Germain-du-Plain                                                                       |
| 1836                                     | 1848    | Pierre Daron                      |             | Avoué près le Tribunal de première instance de Chalon-sur-Saône                                             |
| 1848                                     | 1852    | Étienne Agron                     |             | Avocat, propriétaire et maire de Lessard-en-Bresse                                                          |
| 1852                                     | 1861    | Charles Sordet (1812-1869)        |             | Docteur en médecine à Ouroux-sur-Saône                                                                      |
| 1861                                     | 1871    | Philibert Sordet-Berthet          |             | Propriétaire rentier à Saint-Germain-du-Plain                                                               |
| 1871                                     | 1883    | Camille Guillemault               | Républicain | Maire de Lessard-en-Bresse                                                                                  |
| 1883                                     | 1895    | Pierre Martinet-Chevaux           | Républicain | Maire de Saint-Germain-du-Plain                                                                             |
| 1895                                     | 1919    | Auguste Corcelle                  | Radical     | Agriculteur, négociant, maire de Saint-Germain-du-Plain                                                     |
| 1919                                     | 1924    | Claude Meugnier-Petit (1862-1948) | Républicain | Adjoint au maire de Saint-Germain-du-Plain                                                                  |
| 11 août 1924                             | 1925    | Claude Lombard                    | PRS         | Négociant en grains, maire de Saint-Germain-du-Plain                                                        |
| 1925                                     | 1940    | François Contaminard (1872-1955)  | Radical     | Agriculteur, maire de Baudrières                                                                            |
| 1940                                     |         |                                   |             | Les conseils d'arrondissement ont été suspendus par la loi du 12 octobre 1940 et n'ont jamais été réactivés |
| Les données manquantes sont à compléter. |         |                                   |             | |

### Conseillers généraux de 1833 à 2015
| Période | Période      | Identité                        | Étiquette              | Qualité |
| ------- | ------------ | ------------------------------- | ---------------------- | --- |
| 1833    | 1840         | Arnould Humblot-Conté           | Monarchiste            | Maire de Saint-Ambreuil Député de Saône-et-Loire (1820-1824) Député du Rhône (1827-1831) Pair de France               |
| 1840    | 1845         | Isidore Baron de La Roche-Nully |                        | Propriétaire, maire de Saint-Germain-des-Bois                                                                         |
| 1845    | 1848         | Claude Charpy                   |                        | Docteur en médecine, maire de Sennecey-le-Grand (1833-1848)                                                           |
| 1848    | 1852         | François Jailloux               |                        | Juge de paix à Saint-Germain-du-Plain, ancien conseiller d'arrondissement                                             |
| 1852    | 1855         | Claude Corcelle                 |                        | Maire de Saint-Germain-du-Plain                                                                                       |
| 1855    | 1861         | René de Thorigny                |                        | Avocat - Magistrat - Sénateur (1853-1869) Ministre, propriétaire du château de Pont (Indre-et-Loire)                  |
| 1861    | 1871         | Claude Corcelle                 |                        | Maire de Saint-Germain-du-Plain                                                                                       |
| 1871    | 1883 (décès) | Pierre Daron                    | Républicain            | Avocat, maire de Chalon-sur-Saône (1847) Député (1871-1883)                                                           |
| 1883    | 1885 (décès) | Camille Guillemaut              | Républicain            | Maire de Lessard-en-Bresse, conseiller d'arrondissement                                                               |
| 1886    | 1925         | Noël Jannin                     | RG                     | Géomètre - Député (1919-1924) Maire d'Ouroux-sur-Saône                                                                |
| 1925    | 1931         | Claude Lombard                  | PRS                    | Négociant en grains, maire de Saint-Germain-du-Plain, conseiller d'arrondissement                                     |
| 1931    | 1938 (décès) | Eugène Léchenet                 | Rad.                   | Géomètre à Ouroux-sur-Saône                                                                                           |
| 1938    | 1940         | Jean-Marie Bontemps (1874-1954) | Rad.ind.               | Négociant Maire d'Ouroux-sur-Saône                                                                                    |
|         |              |                                 |                        | |
| 1945    | 1949         | Marcel Uny                      | DVD                    | Cultivateur à Saint-Germain-du-Plain                                                                                  |
| 1949    | 1979         | Marcel Sanvigné                 | RPF puis Rad. puis MRG | Agriculteur, maire de Saint-Christophe-en-Bresse                                                                      |
| 1979    | 2004         | Jean Viallet                    | DVD                    | Buraliste, maire d'Ouroux-sur-Saône                                                                                   |
| 2004    | 2015         | Alain Doulé                     | PS                     | Ingénieur, maire de Saint-Germain-du-Plain (2001-2020) Président de la Communauté de communes des Portes de la Bresse |

## Composition
| Nom                                | Code Insee | Intercommunalité    | Superficie (km2) | Population (dernière pop. légale) | Densité (hab./km2) |
| ---------------------------------- | ---------- | ------------------- | ---------------- | --------------------------------- | ------------------ |
| Saint-Germain-du-Plain (chef-lieu) | 71420      | CC Terres de Bresse | 19,31            | 2 214 (2014)                      | 115                |
| L'Abergement-Sainte-Colombe        | 71002      | CC Terres de Bresse | 19,53            | 1 189 (2014)                      | 61                 |
| Baudrières                         | 71023      | CC Terres de Bresse | 27,00            | 951 (2014)                        | 35                 |
| Lessard-en-Bresse                  | 71256      | CC Terres de Bresse | 8,20             | 563 (2014)                        | 69                 |
| Ouroux-sur-Saône                   | 71336      | CC Terres de Bresse | 22,62            | 3 060 (2014)                      | 135                |
| Saint-Christophe-en-Bresse         | 71398      | CC Terres de Bresse | 20,39            | 1 093 (2014)                      | 54                 |
| Tronchy                            | 71548      | CC Terres de Bresse | 7,76             | 253 (2014)                        | 33                 |

## Démographie
| 1962  | 1968  | 1975  | 1982  | 1990  | 1999  | 2007  |
| ----- | ----- | ----- | ----- | ----- | ----- | ----- |
| 5 067 | 5 568 | 5 646 | 6 492 | 7 054 | 7 462 | 8 472 |